# Красная книга Тульской области
Красная книга Тульской области — аннотированный список редких и находящихся под угрозой исчезновения животных, растений и грибов Тульской области. Она была подготовлена специалистами Департамента Тульской области по экологии и природным ресурсам и учёными из других регионов России.

## Издание
Первое издание Красной книги Тульской области вышло в 2010—2013 годах в 2-х томах. Красная книга Тульской области является официальным изданием, предназначенным как для специалистов, так и для широкого круга читателей.
В первом томе представлен список редких и находящихся под угрозой исчезновения растений и грибов Тульской области, который включает 292 вида: 165 видов сосудистых растений, 44 видов моховидных, 25 видов лишайников и 58 видов грибов.
Во втором томе представлен список редких и находящихся под угрозой исчезновения животных Тульской области, который включает 82 вида позвоночных: 13 видов млекопитающих, 56 видов птиц, 4 вида рептилий, 3 вида амфибий, 4 вида рыб, 2 вида круглоротых; немногим более чем в два раза больше представителей фауны беспозвоночных.
Для каждого вида приведены иллюстрации, карта распространения, определены статус и категория редкости, даны краткое описание, сведения о численности и необходимых мерах охраны.